# الحرب الأهلية الكمبودية
الحرب الأهلية الكمبودية (بالخميرية: សង្គ្រាមស៊ីវិលកម្ពុជា) هي صراع عسكري وقع بين قوات الحزب الشيوعي لكمبوتشيا (المعروفة باسم الخمير الحمر) وحلفائها وهم جمهورية فيتنام الديمقراطية (شمال فيتنام) والفيت كونج ضد القوات الحكومية لمملكة كمبوديا، وبعد أكتوبر 1970، لجمهورية الخمير، المدعومة من قبل الولايات المتحدة وجمهورية فيتنام (جنوب فيتنام).
تعقد الصراع بسبب تأثير وتصرفات حلفاء كلا الطرفين المتحاربين. تدخل الجيش الشعبي الفيتنامي (الجيش الفيتنامي الشمالي) من أجل حماية مناطق قواعده والمقدسات في شرق كمبوديا، لخدمة مجهوده العسكري في جنوب فيتنام والتي سيصبح القتال فيها بدونها أكثر صعوبة. نصب الانقلاب الكمبودي في 18 مارس 1970 حكومة موالية للولايات المتحدة، ومعادية لفيتنام في السلطة وانتهى حياد كمبوديا في حرب فيتنام. أصبح الجيش الفيتنامي الشمالي الآن مهددا من قبل حكومة كمبودية جديدة معادية.
ما بين مارس ويونيو 1970، نقلت فيتنام الشمالية أيضا عددا كثيرًا من منشآتها العسكرية إلى داخل كمبوديا لحمايتهم من التوغلات الأمريكية والقصف، واحتلت ثلث شمال شرق البلاد تقريبا في اشتباكات مع الجيش الكمبودي. قامت فيتنام الشمالية ببعض الاحتلالات وقدمت مساعدة أخرى للخمير الحمر، وأنشأت بواسطة هذا حركة حرب عصابات صغيرة. سارعت الحكومة الكمبودية إلى توسيع جيشها لقتال فيتنام الشمالية والخمير الحمر التي تكبر قوتهم.
تدخلت الولايات المتحدة من أجل كسب الوقت الكافي لتنسحب من جنوب شرق أسيا، ولحماية حليفتها هناك وهي جنوب فيتنام، ومنع انتشار الشيوعية في كمبوديا. شاركت قوات الولايات المتحدة الأمريكية وكل من فيتنام الشمالية وفيتنام الجنوبية مباشرة (مرة واحدة أو أكثر) في القتال. ساعدت الولايات المتحدة الحكومة المركزية بحملات قصف جوية أمريكي ضخمة ومساعدة مالية وتقنية مباشرة.
بعد خمس سنوات من القتال الوحشي، هزمت الحكومة الجمهورية في 17 أبريل 1975 عندما أعلن الخمير الحمر المنتصرون إنشاء كمبوتشيا الديمقراطية.
الصراع هو جزء من حرب الهند الصينية الثانية (1959–1975) التي انتشرت أيضا في مملكة لاوس المجاورة، جنوب فيتنام، وشمال فيتنام، والتي تتضمن كذلك الحرب الأهلية اللاوسية التي اندلعت في وقت سابق وحرب فيتنام التي تشكل الجزء الأكبر من حرب الهند الصينية الثانية. أدت الحرب الأهلية الكمبودية إلى وقوع الإبادة الجماعية الكمبودية، واحدة من أكثر الإبادات الجماعية دموية في التاريخ.

## ما قبل الحرب وبداياتها (1965–1970)

### خلفية

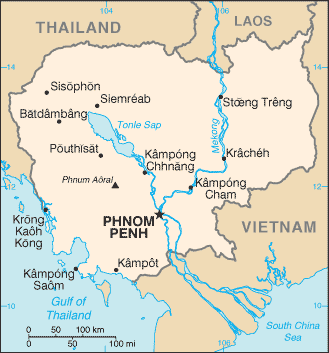
خريطة كمبوديا

خلال وقت مبكر من منتصف 1960، قام الأمير نورودوم سيهانوك بتنفيذ سياسات لحماية بلاده من الاضطرابات التي اجتاحت لاوس وفيتنام الجنوبية. لم تحل جمهورية الصين الشعبية وفيتنام الشمالية النزاع مع سيهانوك ورفعتا مطالبهما «تدريجيا» متجاهلين السياسات الجديدة تحت قيادته التي عانت من نزاع ثان مع المعارضة اليسارية، وكذلك دخول حزب براشياشون إلى الحكومة. وفي 3 مايو 1965، أنهى سيهانوك العلاقات الدبلوماسية مع الولايات المتحدة، مما أوقف تدفق المعونة الأمريكية، وتحول إلى جمهورية الصين الشعبية والاتحاد السوفيتي من أجل المساعدات الاقتصادية والعسكرية.
في أواخر 1960، أصبح سيهانوك دقيقا في ما يخص توازن السياسة المحلية والخارجية فظهر انحرافه إلى المعسكر الشيوعي. في عام 1966، وقع اتفاق بين الأمير وجمهورية الصين الشعبية، يسمح بوجود واسع النطاق للجيش الشعبي الفيتنامي وقوات جبهة التحرير الوطنية لفيتنام الجنوبية لتقديم المساعدات اللوجستية للقواعد الموجودة في مناطق الحدود الشرقية. كان قد وافق أيضا على السماح باستخدام ميناء سيهانوكفيل من قبل السفن الشيوعية وتقديم الإمدادات والمواد للجيش الشعبي الفيتنامي وجبهة التحرير الوطنية لفيتنام الجنوبية من أجل الدعم العسكري لها في فيتنام. أظهرت هذه التنازلات نوعا من الشك في حياد كمبوديا، الذي كان مضمونا من قبل مؤتمر جنيف في 1954.

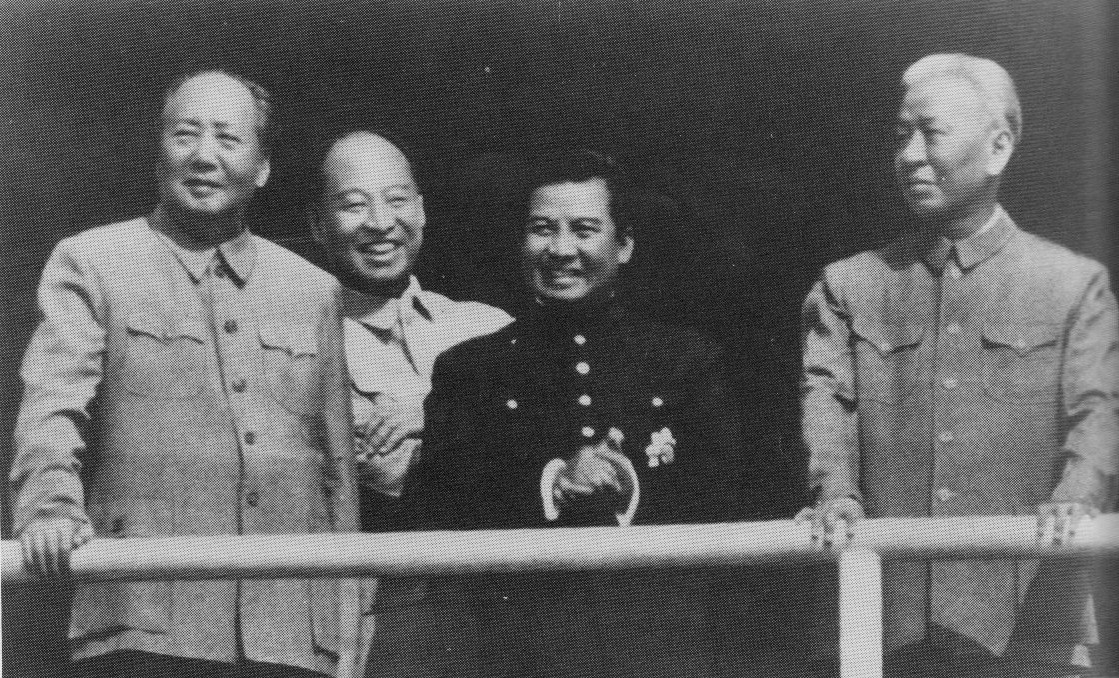
مقابلة في بكين: ماو تسي تونغ (يسار)، الأمير سيهانوك (وسط)، وليو شاوتشي (يمين)

اقتنع سيهانوك أن لا جمهورية الصين الشعبية ولا الولايات المتحدة، ستسيطر في نهاية المطاف على شبه جزيرة الهند الصينية قائلا: «إن مصالحنا هي أفضل ما يمكن التعامل معه الآن ولا أحد سيهيمن على كل آسيا اليوم –وبالتالي الفوز في هذا الصراع– من أجل حصولنا على أفضل النتائج الممكنة».
ومع ذلك، خلال نفس العام، قام وزير الدفاع الموالي للولايات المتحدة الأمريكية الجنرال لون نول، بإجراءات صارمة ضد الأنشطة اليسارية وسحق حزب براشياشون باتهام أعضائه بالتخريب والتبعية لهانوي. وفي الوقت نفسه، فقد سيهانوك دعم المحافظين الكمبوديين بزعامته نتيجة فشله في أن يأتي بحل لوقف تدهور الوضع الاقتصادي (تفاقم قبل فقدان صادرات الأرز، حيث ذهب معظمها إلى جيش شمال فيتنام الشعبي والفيت كونغ) ومع تزايد الوجود العسكري الشيوعي.
وفي 11 سبتمبر، عقدت كمبوديا أول انتخابات حرة من التلاعب وظهرت للجميع مفاجأة غير سارة لسيهانوك حيث فاز المحافظين بما يقرب %75 من المقاعد في الجمعية الوطنية. اختير لون نول من قبل اليمين كرئيس للوزراء وكذلك نائبه وهو الأمير سيريك ماتاك؛ عضو محافظ متطرف من فرع سلالة سيسواث الملكية وخصم منذ وقت طويل لسيهانوك. أدى هذا إلى ظهور بوادر اشتعال تمرد شيوعي.

### الثورة في باتامبانغ
وجد الأمير نفسه في معضلة سياسية. قام قائد مجموعة سياسية بتسمية هذا باسم «مكافحة الحكومة» الذي كان من المفترض أن تقوم إدارة وزير الدفاع لون نول بإيقافها. فمن جهة يريد الحفاظ على التوازن ضد المد المتصاعد للمحافظين، ومن جهة أخرى فهو يريد تقوية العلاقات مع دول الكتلتين الشرقية والغربية. واحدة من أولويات لون نول هي إصلاح الاقتصاد المريض قبل وقف البيع غير المشروع للأرز إلى الشيوعيين. كان الجنود قد أرسلوا إلى مناطق زراعة الأرز بالقوة لجمع المحاصيل تحت تهديد السلاح، ودفع هذا إلى خفض الأسعار من طرف حكومة بنوم بنه. كانت هناك اضطرابات واسعة النطاق، خاصة في مقاطعة باتامبانغ الغنية بالأرز، وهي منطقة كبيرة يلاحظ فيها وجود كبير لملاك الأراضي بالإضافة إلى تفاوت كبير في الثروة، وكان الشيوعيون لا يزال لهم بعض التأثير في هذه المنطقة. وفي 11 مارس 1967، حين كان سيهانوك خارج البلاد في فرنسا، اندلع تمرد في منطقة سالموات في باتامبانغ، عندما غضب سكان القرى فهاجموا لواء تحصيل الضرائب وهو أول حادث في أول يوم في الحرب الأهلية الكمبودية. بتشجيع من الكوادر المحليين الشيوعيين، انتشر التمرد بسرعة في جميع أنحاء المنطقة. عمل لون نول في غياب الأمير، فأعلن الأحكام العرفية. قتل مئات الفلاحين ومسحت قرى بأكملها خلال الأيام الأولى من الحرب فقط. بعد عودته في مارس، تخلى سيهانوك عن تيار الوسط وأمر شخصيا بإلقاء القبض على كيو سامفان، هو يون، وهو نيم، قادة «مكافحة الحكومة» لكنهم فروا إلى الشمال الشرقي.
وفي الوقت نفسه، أمر سيهانوك بإلقاء القبض على الوسطاء الصينيين المشاركين في تجارة الأرز غير القانونية، مما رفع الإيرادات الحكومية وتمكن الأمير من كسب رضى المحافظين. اضطر لون نول على الاستقالة وفي تحرك نموذجي، أنشأ الأمير حكومة جديدة تضم كل القوى مع الحفاظ على التوازن بين المحافظين واليساريين. مرت الأزمة المباشرة، إلا أنها ولدت اثنين من النتائج المأساوية. أولا، انتقل الآلاف من المجندين الجدد إلى ما سمي الشيوعية المتطرفة بقيادة الحزب الشيوعي الكمبودي (الذين أطلق عليهم اسم الخمير الحمر من قبل سيهانوك). ثانيا، ارتبط اسم الفلاحين بشخص لون نول الذي أصبح يعرف بأب القمع في جميع أنحاء كمبوديا.

### تجمع الشيوعيين

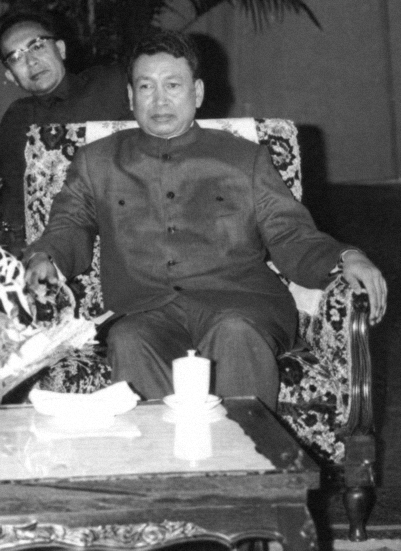
بول بوت، زعيم الخمير الحمر

في حين أن تمرد 1967 كان غير مخطط له، حاول الخمير الحمر، دون نجاح يذكر، أن يتحولوا إلى تنظيم ثوري أكثر خطورة في العام التالي. سحق الأمير حزب براشياشون والمناطق الحضرية التي تحت سيطرة الشيوعيين، ومع ذلك، بدأت منافسة بين سالوث سار (المعروف أيضا باسم بول بوت) ولينج ساري، وسون سين وهو قائد ماوي للشيوعيين المتطرفين. قاد هذا الأخير أتباعه في مرتفعات الشمال الشرقي وفي الأراضي التابعة للخمير اللو، واستغل بدائيتهم وقد كانوا معادين لكل الخمير الآخرين والحكومة المركزية. بالنسبة للخمير الحمر، لا يزالون يفتقرون إلى المساعدة من فيتنام الشمالية، حيث كانوا في فترة من إعادة التجميع والتنظيم والتدريب. تجاهلت هانوي في الأساس الحلفاء الصينيين، واللامبالاة من«الرفاق الأخوة» والتمرد ما بين 1967 و1969 من شأنه أن يجعل انطباعا لا يمحى على قيادة الخمير الحمر.
في 17 يناير 1968، أطلق الخمير الحمر أول هجوم. كان يهدف هذا الأخير إلى جمع الأسلحة ونشر الدعاية أكثر من الاستيلاء على الأراضي، في ذلك الوقت، كان يتراوح عدد أتباع التمرد الشيوعي (تمرد الخمير الحمر) بين 4–5.000 جندي فقط. خلال نفس الشهر، أنشأ الشيوعيون الجيش الثوري لكمبوتشيا، وهو الجناح العسكري للحزب. في وقت مبكر من نهاية ثورة باتامبانغ، بدأ سيهانوك إعادة تقييم علاقاته مع الشيوعيين. أدى فشل اتفاق مع الصين وقعه عندما كان في زيارة لها حيث لم يستفيد منه شيء، وكذلك الفشل في كبح جماح الفيتناميين الشماليين، إلى مشاركته (من خلال الخمير الحمر) في أنشطة التخريب داخل بلاده. في 11 مايو 1969، في اقتراح من لون نول (الذي كان قد عاد إلى مجلس الوزراء كوزير الدفاع في نوفمبر تشرين الثاني 1968) وسياسيين محافظين آخرين، رحب الأمير باستعادة العلاقات الدبلوماسية الطبيعية مع الولايات المتحدة. أنشأت حكومة الإنقاذ الوطني الجديدة وتم اختيار لون نول في منصب رئيس الوزراء. قال هذه الأخير: «نحن نلعب الآن بورقة جديدة، منذ أن هاجمنا الشيوعيين الأسيويين في وقت سابق قبل نهاية حرب فيتنام». إلى جانب ذلك، ارتاح جيش شمال فيتنام الشعبي والفيت كونغ من القتال لأن تلك الحكومة من شأنها أن تجعل كمبوديا كبش فداء لعدة أسباب، من بينها ضمان الوجود الشيوعي بالبلاد. استغل الأمريكيون هذه الفرصة لحل بعض من مشاكلهم الخاصة في جنوب شرق آسيا.

### عملية القائمة وعملية صفقة الحرية
على الرغم من أن الولايات المتحدة كانت على عداوة بينة مع جيش شمال فيتنام الشعبي والفيت كونغ في فيتنام والآن في كمبوديا منذ 1966، فقد اختار الرئيس ليندون جونسون عدم مهاجمتهم بسبب العواقب الدولية الممكنة واعتقاده أن سيهانوك مقتنع بأمر تغيير سياساته. ومع ذلك، أذن جونسون بدخول فرق عسكرية سرية من درجة عالية (مجموعة العمليات الخاصة) إلى كمبوديا لمواجهة جيش شمال فيتنام الشعبي والفيت كونغ فيها في عام 1967. انتخب ريتشارد نيكسون في عام 1968 رئيسا للولايات المتحدة، وقام بإدخال سياساته تدريجيا على سياسة الولايات المتحدة حيث انسحب من جنوب فيتنام وانتشرت «الفتنمة» هناك، لتغير كل شيء. وفي 18 مارس 1969، بناء على أوامر سرية من نيكسون، نفذت القوات الجوية الأمريكية تفجير منطقة القاعدة 353 في كمبوديا من قبل 59 قاذفة قنابل من نوع بي-52 ستراتوفورتيس. هذه الضربة هي الأولى في سلسلة من الهجمات على المقدسات استمرت حتى مايو 1970. خلال عملية القائمة، أجرت القوات الجوية الأمريكية 3.875 طلعة جوية وألقت أكثر من 108.000 طن من المتفجرات على مناطق الحدود الشرقية. كان خمسة من كبار الكونغرس فقط على علم بالتفجير.
فيما بعد، زعم أن نيكسون ووزيره كيسنجر أرادا أن يأخدا موافقة ضمنية على الغارات من قبل سيهانوك، لكن أصبح هذا موضع نقاش. وفقا لكينتون كليمير، شجب سيهانوك الوجود العسكري لهانوي في كمبوديا وهو ليس له دليل عن الدعم للخمير الحمر فقال: «لم يتم الطلب من سيهانوك الموافقة على قصف بي-52، ولم يسبق له أن أعطى موافقته عليها لكن رحب بها». فرض سيهانوك عقوبات على قوات شمال فيتنام في المناطق قليلة السكان، لكن هذا كان «ليس وثيقة ذات صلة» بضربات بي-52. أدان سيهانوك علنا التفجير لكن رحب بأهدافه. صمتت هانوي عن التفجير، وهي لا ترغب في الإعلان عن وجود قواتها في كمبوديا «المحايدة».
انطلقت عملية صفقة الحرية بعد انتهاء عملية القائمة، وامتدت في الفترة من 19 مايو 1970 إلى 15 أغسطس 1973 بقيادة الولايات المتحدة. استمر قصف كمبوديا من 1970 إلى 15 أغسطس 1973. طال قصف كمبوديا كامل شرق البلاد ولا سيما على المناطق كثيفة السكان التي تقع في الجنوب الشرقي، بما في ذلك أكبر مدينة والعاصمة، بنوم بنه، وتعرضت مناطق كبيرة، وفقا لخرائط أمريكية، إلى قصف بالقنابل.
لا زالت فعالية قصف الولايات المتحدة للخمير الحمر وعدد القتلى من المدنيين الكمبوديين محط نزاع في مصداقيته بسبب البيانات المحدودة حيث قدر عدد الوفيات الكمبودية الناجمة عن القصف الأمريكي بما بين 40.000 و150.000. أدى القصف الأمريكي لكمبوديا في الحرب الأهلية إلى تدمير المنازل وتعقيد معيشة الكثير من الناس. كان هذا مساهما في أزمة ثقيلة للاجئين في كمبوديا قدر عددهم بمليوني شخص أي أكثر من %25 من السكان النازحين من المناطق الريفية والمدن، خاصة بنوم بنه التي آوت حوالي 600.000 في عام 1970 حتى أصبح العدد الإجمالي للاجئين هو مليونان عند نهاية الحرب في 1975. قدرت الحكومة الكمبودية أن أكثر من %20 من العائلة الملكية في البلاد قتلت خلال الحرب.
انتشرت شائعة في الأوساط الإعلامية تفيد أن تدخل الولايات المتحدة في كمبوديا ساهم في نهاية المطاف في استيلاء الخمير الحمر على السلطة، الذين نمت قواتهم من 4.000 في عام 1970 إلى 70.000 في عام 1975.
تم التشكيك في هذا الرأي، بسبب كشف وثائق سوفيتية لأمر مهاجمة فيتنام الشمالية لكمبوديا في عام 1970 بعد إطلاق طلب صريح من الخمير الحمر لبدأ المفاوضات مع نوون شيا. انتشرت شائعة مساهمة تفجير الولايات المتحدة في تأجيل انتصار الخمير الحمر.

## الإطاحة بسيهانوك (1970)

### انقلاب لون نول

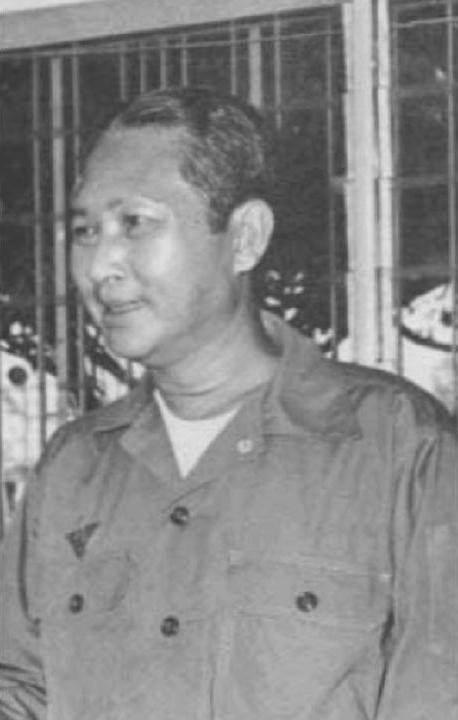
لون نول، الرئيس الأول لجمهورية الخمير والتي تم إنشاءها بعد إسقاط نورودوم سيهانوك

حين كان سيهانوك خارج البلاد في رحلة ثانية إلى فرنسا، حضرت قوات مكافحة أعمال الشغب الفيتنامية (التي كانت بشبه رعاية من قبل الحكومة) إلى بنوم بنه، وتم نهب سفارة فيتنام الشمالية وأحد مقرات الفيت كونج خلال هذه الفترة. في غياب الأمير، لم يفعل لون نول شيئا لوقف هذه الأنشطة. في 12 مارس، أغلق رئيس الوزراء ميناء سيهانوكفيل في وجه فيتنام الشمالية والتي أصدرت الإنذار النهائي له بإعادة فتحه وأمرت الحكومة جميع قوات جيش شمال فيتنام الشعبي والفيت كونج بالانسحاب من التراب الكمبودي خلال 72 ساعة (في 15 مارس) أو مواجة العمل العسكري.
جلس سيهانوك يستمع إلى الاضطرابات الجديدة في كمبوديا فتوجه إلى موسكو وبكين من أجل أن يأمروا جيش شمال فيتنام الشعبي والفيت كونج بالتخفيف من حدة الصراع والتوتر العسكريان في كمبوديا. وفي 18 مارس 1970، طلب لون نول من الجمعية الوطنية التصويت على مستقبل الأمير فأطيح بسيهانوك من السلطة بتصويت كانت نتيجته 92–0. أصبح هنغ تشنغ رئيسا الجمعية الوطنية، في حين أنشأ رئيس الوزراء لون نول سلطات الطوارئ. احتفظ سيريك ماتاك بمنصب نائب رئيس الوزراء. أعلنت الحكومة الجديدة أن نقل السلطة كان قانونيا ودستوريا تماما، فتلقى اعتراف معظم الحكومات الأجنبية. كانت، ولا تزال، هناك اتهامات موجهة للحكومة الأمريكية بلعب دورا مهما في الإطاحة بسيهانوك، لكن لم يكن أي دليل قاطع على دعم أمريكي للذين أطاحوا به حتى الآن.
شعرت غالبية الطبقة المتوسطة والخمير المحايدين بالقلق من الأمير ورحبوا بتغيير الحكومة. انضم إليهم العسكريين، الذين كبر احتمال عودتهم بسبب المساعدات العسكرية والمالية الأمريكية. خلال أيام من شهادته، قام سيهانوك في بكين ببث نداء إلى الناس لحثهم على مقاومة المغتصبين. حدثت مظاهرات وأعمال شغب بشكل رئيسي في المناطق التي تسيطر عليها جيش شمال فيتنام الشعبي والفيت كونج، غير أنه حدث العكس على الصعيد الوطني وعلى الأرض، فقد تضخمت المشكلة بعد تهديدات الحكومة. وفي إحدى الحوادث في كومبونغ تشام في 29 مارس، غضب حشد مجتمع فقتل من كان فيه شقيق لون نول، لون نيل، وقطعوا جزء من كبده، وطبخوه وبدأوا يأكلونه بسبب الحالة المأساوية. نظم ما يقدر بنحو 40.000 من الفلاحين مسيرة مطالبين بإعادة سيهانوك. فرقت المسيرة، وسقط العديد من الضحايا، بفضل وحدات من القوات المسلحة.

### مذبحة الفيتناميين
أخرجت مشاعر الإحباط غضب معظم سكان المناطق الحضرية والريفية، على قاطني البلاد الفيتناميين. دعى لون نول 10.000 من المتطوعين إلى تعزيز القوى الكمبودية العاملة سيئة التجهيز. تمكن 30.000 جندي من سد النقص العسكري مع أكثر من 70.000 مجند. كثرت الشائعات فيما يتعلق بهجوم محتمل من جيش شمال فيتنام الشعبي يستهدف بنوم بنه نفسها. جنت الحكومة والشعب فردا بردة فعل عنيفة ضد 400.000 من العرقية الفيتنامية يعيشون في كمبوديا.
أمل لون نول في استخدام الفيتناميين الكمبوديين كرهائن ضد أنشطة جيش شمال فيتنام الشعبي والفيت كونج العسكرية داخل معسكرات الاعتقال. كان ذلك عندما بدأ القتال. في البلدات والقرى في جميع أنحاء كمبوديا، سعى الجنود والمدنيون إلى قتل الفيتناميين. وفي 15 أبريل، عثر على جثث 800 فيتنامي تم طرحها أسفل نهر ميكونغ وفي فيتنام الجنوبية.
لم تشجع فيتنام الجنوبية وفيتنام الشمالية والفيت كونغ على هذه الأعمال فشجبوها بكل قسوة. إلى حد كبير، أدان المجتمعات غير الكمبودية —بما في ذلك المجتمع البوذي— عمليات القتل. في اعتذاره إلى حكومة سايغون، قال لون نول: «من الصعب التمييز بين المواطنين الفييتناميين الذين كانوا مع الفيت كونغ وأولئك الذين لم يكونوا. لذا فمن الطبيعي تماما أن ردة فعل القوات الكمبودية كانت قوية».

### الجبهة الوطنية المتحدة لكمبوتشيا والحكومة الملكية للاتحاد الوطني لكمبوتشيا
من بكين، أعلن سيهانوك حل الحكومة في بنوم بنه وإنشاء الجبهة الوطنية المتحدة لكمبوتشيا. قال سيهانوك فيما بعد: «كان علي عدم الكشف عن توجهي، هل أنا مع الأميركيين أو الشيوعيين، لأني فكرت أن هناك خطرين، الإمبريالية الأمريكية والشيوعية، كان لون نول ملزما على اختيار أحدهما».
كان لفيتنام الشمالية ردة فعل على التغيرات السياسية في كمبوديا عن طريق إرسال رئيس مجلس الدولة فام فان دونغ إلى سيهانوك في الصين لبحث أمر تحالف مع الخمير الحمر. اتصل بول بوت أيضا مع الفيتناميين الذين قدموا له كل المساعدات للتمرد ضد الحكومة الكمبودية. كان بول بوت وسيهانوك في الواقع في بكين في نفس الوقت إلا أن الفيتناميين والقادة الصينيين لم يعلما سيهانوك بوجود بول بوت ولم يسمحوا للرجلين بالالتقاء. بعد وقت قصير، وجه سيهانوك نداء عبر الراديو إلى الشعب الكمبودي طالبا منهم زيادة التمرد ضد الحكومة ودعم الخمير الحمر. للقيام بذلك، زاد سيهانوك من شعبيته في المناطق الريفية في كمبوديا إلى أن أصبح كل سكانها مؤيدين له. في مايو 1970، عاد بول بوت أخيرا إلى كمبوديا وزادت وتيرة التمرد كثيرا. بعد ذلك، أظهر سيهانوك دعمه للخمير الحمر من خلال زيارة لهم في ميدان القتال، فتضخمت صفوفهم بما يصل إلى 6.000 مجند وأصبح عدد جنودهم 50.000 مقاتل.
تحالف الأمير مع الخمير الحمر، فيتنام الشمالية، والباثيت لاو اللاوسيين، والفيت كونغ حيث قاموا بالتحالف معه عدا الباثيت لاو الذين ساندوهم فقط. وفي 5 مايو، بعد إنشاء الجبهة الوطنية المتحدة لكمبوتشيا، تم إنشاء الحكومة الملكية للاتحاد الوطني لكمبوتشيا. تولى سيهانوك منصب رئيس الدولة وعين بين نوث، أحد أنصاره، في منصب رئيس الوزراء.
كان كيو سامفان قد عين نائبا رئيس الوزراء ووزيرا الدفاع، وقائدا في القوات المسلحة التابعة للحكومة الملكية للاتحاد الوطني لكمبوتشيا وهي الجناح العسكري لها (على الرغم من أن العمليات العسكرية الفعلية تحت قيادة بول بوت). أصبح هو نيم وزيرا للمعلومات (وزارة كمبودية خاصة)، وتولى هوي يوون مسؤوليات متعددة حيث أصبح وزيرا للداخلية والشؤون الطائفية والإصلاحات، والتعاونيات. ادعت الحكومة الملكية للاتحاد الوطني لكمبوتشيا أنها ليست حكومة في المنفى منذ أن ظل كيو سامفان والمتمردون داخل كمبوديا، وأصبحت الحكومة الملكية للاتحاد الوطني لكمبوتشيا الجناح السياسي للخمير الشيوعيين. لا يزال سيهانوك والموالين له في الصين، على الرغم من أن الأمير زار «المناطق المحررة» من كمبوديا حسب رأيه، بما في ذلك أنجكور وات، في مارس 1973. هذه الزيارات كانت تستخدم أساسا لأغراض دعائية حيث لم يكن لها تأثير حقيقي على الشؤون السياسية.
كان يريد سيهانوك الانتقام ضد من خانه. كان هدف الخمير الحمر بشكل كبير هو استئناف حركتهم. ساند الفلاحون، بدافع الولاء للنظام الملكي، تدريجيا الحكومة الملكية للاتحاد الوطني لكمبوتشيا. طالب سيهانوك في نداء له بوقف القصف الجوي الأمريكي واسع النطاق. تم حل هذه المهمة بسهولة في 9 أكتوبر 1970، عندما ألغى لون نول النظام الملكي الفيدرالي وأعلن إنشاء نظام مركزي هو جمهورية الخمير.
اشتعلت منافسة سريعا بين الحكومة الملكية للاتحاد الوطني لكمبوتشيا وبين القوى الشيوعية الأخرى المنافسة لها: فيتنام الشمالية، الصين، والاتحاد السوفيتي. خلال مرة زار فيها رئيس الوزراء الصيني تشو إن لاي سيهانوك ما بين أبريل ويونيو 1970، دعا إلى إنشاء "جبهة موحدة من الدول الآسيوية الثورية الخمسة وهي الصين، كوريا الشمالية، فيتنام الشمالية، لاوس، وكمبوديا ممثلة بالحكومة الملكية للاتحاد الوطني لكمبوتشيا. في حين أن زعماء كوريا الشمالية رحبوا بحماس بالخطة، فإنه سرعان ما تعثرت بسبب معارضة هانوي. بعد أن أدركوا أن مثل هذه الجبهة سوف تستبعد دور الاتحاد السوفيتي شبه تلقائيا بنشر الشيوعية في الهند الصينية. أعلنت فيتنام الشمالية أنه يجب على قادة جميع الدول الشيوعية أن ينضموا بقواتهم ضد "الإمبريالية الأمريكية." في الواقع، تأثرت القضية الفيتنامية مقابل الهيمنة الصينية على الهند الصينية إلى حد كبير بموقف هانوي الذي اعتمدته بسبب موسكو في وقت مبكر من منتصف 1970. خلال الحرب الأهلية الكمبودية، استمر القادة السوفيت، في دعم هانوي والهيمنة على لاوس وكمبوديا، حيث أصروا في الواقع على إرسال شحنات مساعداتهم إلى الخمير الحمر من خلال طريق هو شي منه، في حين رفضت الصين بحزم اقتراح هانوي بأن ترسل المساعدات الصينية إلى كمبوديا عبر فيتنام الشمالية. ساند قادة فيتنام الشمالية السوفيت خلال المنافسة الصينية السوفيتية، حيث عثروا على أن الخيار السوفيتي أكثر إفادة لمصالحهم في أسيا. لعبت هاته العملية دورا رئيسيا في التحول التدريجي الموالي للاتحاد السوفيتي لهانوي في سياساتها الخارجية.

## توسع الحرب (1970–1971)

### هجوم فيتنام الشمالية في كمبوديا
في أعقاب الانقلاب، لم يبدأ لون نول فورا بالحرب في كمبوديا، حيث ناشد المجتمع الدولي والأمم المتحدة في محاولة كسب الدعم للحكومة الجديدة وأدان الانتهاكات لحياد كمبوديا من قبل القوات الأجنبية، أيا كانت هذه القوات". لم يستفد لون نول ولا حتى نورودوم سيهانوك من الحياد. وفي 29 مارس 1970، أعطت فيتنام الشمالية الأمر بشن هجوم ضد الجيش الكمبودي وكشفت وثائق سوفيتية أنه تم إطلاق الهجوم بعد طلب صريح من الخمير الحمر للمفاوضات مع نوون شيا. بدأت فيتنام الشمالية باجتياح معظم شمال شرق كمبوديا في يونيو 1970.
في 29 أبريل 1970، أطلقت الوحدات الفيتنامية الجنوبية والأمريكية الحملة الكمبودية المحدودة متعددة المحاور، أملا في أن تحل واشنطن المشاكل الثلاث: الأولى، توفير درع للانسحاب الأميركي من فيتنام بعد تدمير قوات جيش شمال فيتنام الشعبي في كمبوديا؛ الثانية، توفير حماية لمقاومة سياسة «الفتنمة»؛ ثم الثالثة، إعطاء إشارة لهانوي بأن نيكسون يهتم بالأعمال التجارية. على الرغم من تقدير نيكسون لموقف لون نول، فإن الزعيم الكمبودي لم يكن يعلم حتى بقرار إرسال القوات إلى بلاده، حيث علم بذلك فقط بعد أن بدأت المهمة عن طريق البث الإذاعي.
دمرت المنشآت اللوجستية وكميات كبيرة من الإمدادات، لكن كشفت تقارير القيادة الأمريكية في سايغون أنه لا تزال كميات أكبر من المواد العسكرية قد تم نقلها عبر الحدود في كمبوديا من قبل الولايات المتحدة وفيتنام الجنوبية.
في يوم التوغل الأول، أطلقت فيتنام الشمالية هجوما خاصا بها (الحملة إكس) ضد القوات المسلحة الوطنية الخميرية بناء على طلب من الخمير الحمر ومن أجل حماية وتوسيع مناطق القواعد والنظام اللوجستي. في يونيو، بعد ثلاثة أشهر من إزالة سيهانوك، كانت القوات الحكومية قد اجتاحت كامل شمال شرق البلاد تزامنا مع هجوم فيتنام الشمالية في نفس المنطقة. بعد هزيمة تلك القوات، أعطت فيتنام الشمالية حق التصرف في تلك الأراضي للمتمردين المحليين مع مراقبة منها. اكتسب الخمير الحمر أيضا أراضي سموها «المناطق المحررة» في الجنوب وجنوب غرب البلاد، حيث تعمل بشكل مستقل عن فيتنام الشمالية.

### الجانبان المتعارضان
اكشفت العمليات القتالية بسرعة وكانت قيادة كلا الجانبان سيئتين وغير متطابقتين. تم إعادة تسمية القوات الحكومية رسميا باسم القوات المسلحة الوطنية الخميرية وتوافد الآلاف من الشباب من المناطق الحضرية للانضمام إليها في الأشهر التالية من إزالة سيهانوك. ومع ذلك، مع ازدياد عدد القوات، تجاوزت القوات المسلحة الوطنية الخميرية قدرتها على استيعاب مجندين جدد. فيما بعد، نظرا لبحث للصحافة حول العمليات التكتيكية والحاجة إلى الإقلال من معدلات إصابات المقاتلين، كان هناك وقت كاف لنقل مهارات الأفراد إلى الوحدات، وبقي نقص التدريب آفة للقوات المسلحة الوطنية الخميرية حتى انهارت رسميا.
خلال الفترة بين 1974 و1975، نما عدد القوات المسلحة الوطنية الخميرية رسميا من 100.000 إلى ما يقرب 250.000 جندي، لكن ربما كان يوجد راتب 180.000 جندي وضابط صغير فقط بسبب فرار الباقي. قدمت الولايات المتحدة مساعدات عسكرية (ذخيرة، إمدادات، ومعدات) إلى القوات المسلحة الوطنية الخميرية من خلال فريق التسليم الكمبودي الذي يضم 113 ضابطا. وصل الفريق إلى بنوم بنه في عام 1971، تحت القيادة العامة للأميرال جون ماكين الابن. يمكن تلخيص موقف إدارة نيكسون في النصيحة التي كتبها هنري كيسنجر إلى أول رئيس لاتصالات الفريق، الكولونيل جوناثان لاد: «لقد فكرت في النصر؛ لكني الآن أريدك فقط أن تبقى على قيد الحياة». ومع ذلك، طلب ماكين باستمرار من وزارة الدفاع الأمريكية إرسال المزيد من الأسلحة والمعدات.
كانت هناك مشاكل أخرى. كان سلك الضباط في القوات المسلحة الوطنية الخميرية بصفة عامة فاسدا. بدأت الأسلحة والذخيرة الموجودة في السوق السوداء عادة بالذهاب إلى العدو. أدى سوء الأمور التكتيكية إلى الاستخفاف بجنود القوات المسلحة الوطنية الخميرية وضباطها. تجاوز لون نول كثيرًا توجيهات الأركان العامة وتوجه إلى القيام بعمليات دون توجيه وبنفس المستوى عند كل الكتائب، وفي الوقت نفسه، لم يكن هناك أي تنسيق حقيقي بين الجيش، البحرية، والقوات الجوية.
قاتل الجنود المشاركين بشجاعة في البداية، إلا أنهم كانوا مثقلين مع انخفاض الدعم من أسلحة ورعاية طبية وذخيرة ومعدات. يرجع ذلك إلى نظام الأجور، لم يكن هناك مخططات محكمة حيث اضطروا لأخد الشباب قسريا، وإبعادهم عن زوجاتهم ووضعهم في مناطق القتال. تفاقمت هذه المشاكل بعد انخفاض الروح المعنوية للقوات المسلحة الوطنية الخميرية مع مرور الوقت.
في بداية 1974، شمل مخزون الجيش الكمبودي 241.630 بندقية، 790 مدفع رشاش، 2726 قذيفة هاون، و4316 شاحنة. كان لدى القوات البحرية الخميرية 171 سفينة، وعند القوات الجوية الخميرية 211 طائرة، بمختلف الأنواع. وجد أفراد السفارة العسكرية الأمريكية الذين كانوا من المفترض أن ينسقوا برنامج المساعدات الخاص بالأسلحة أنفسهم في بعض الأحيان مشاركين في مهمات عسكرية غير خاصة بهم.
عندما زادت قوات جيش شمال فيتنام الشعبي في كمبوديا، كان من الصعب دخول الفلاحين إلى جيش الخمير الشيوعيين الذي يمتلك قيادة جوهرية محنكة، ويتلقى الدعم الكامل من هانوي. أعادت قوات الخمير الحمر تنظيم قمة الهند الصينية في غوانجو، الصين في أبريل 1970. وهذا من شأنه أن يرفع عدد القوات من 12–15.000 في 1970 إلى 35–40.000 في 1972، وتم تسمية هذا باسم «الخمرمة». كانت أغلب العمليات القتالية في هذا الصراع ضد الجمهورية من تنفيذ المتمردين.
جرى تطوير هذه القوات في ثلاث مراحل: الأولى من 1970 إلى 1972، كانت فترة لتنظيم الوظائف، حيث شغل الخمير الحمر خلالها منصب مساعد وحدات جيش شمال فيتنام الشعبي؛ الثانية من 1972 إلى منتصف 1974، مر فيها المتمردين بفترة تنظيم حجم كتائبهم. كانت تظهر هذه الفترة أن الخمير الحمر بدأوا بكسر التعاون وابتعدوا عن سيهانوك وأنصاره وبدأوا بالعمل الجماعي كالزراعة في المناطق «المحررة» على حسب رأيهم؛ ثم الثالثة، حيث تم إصلاح ما تبقى.

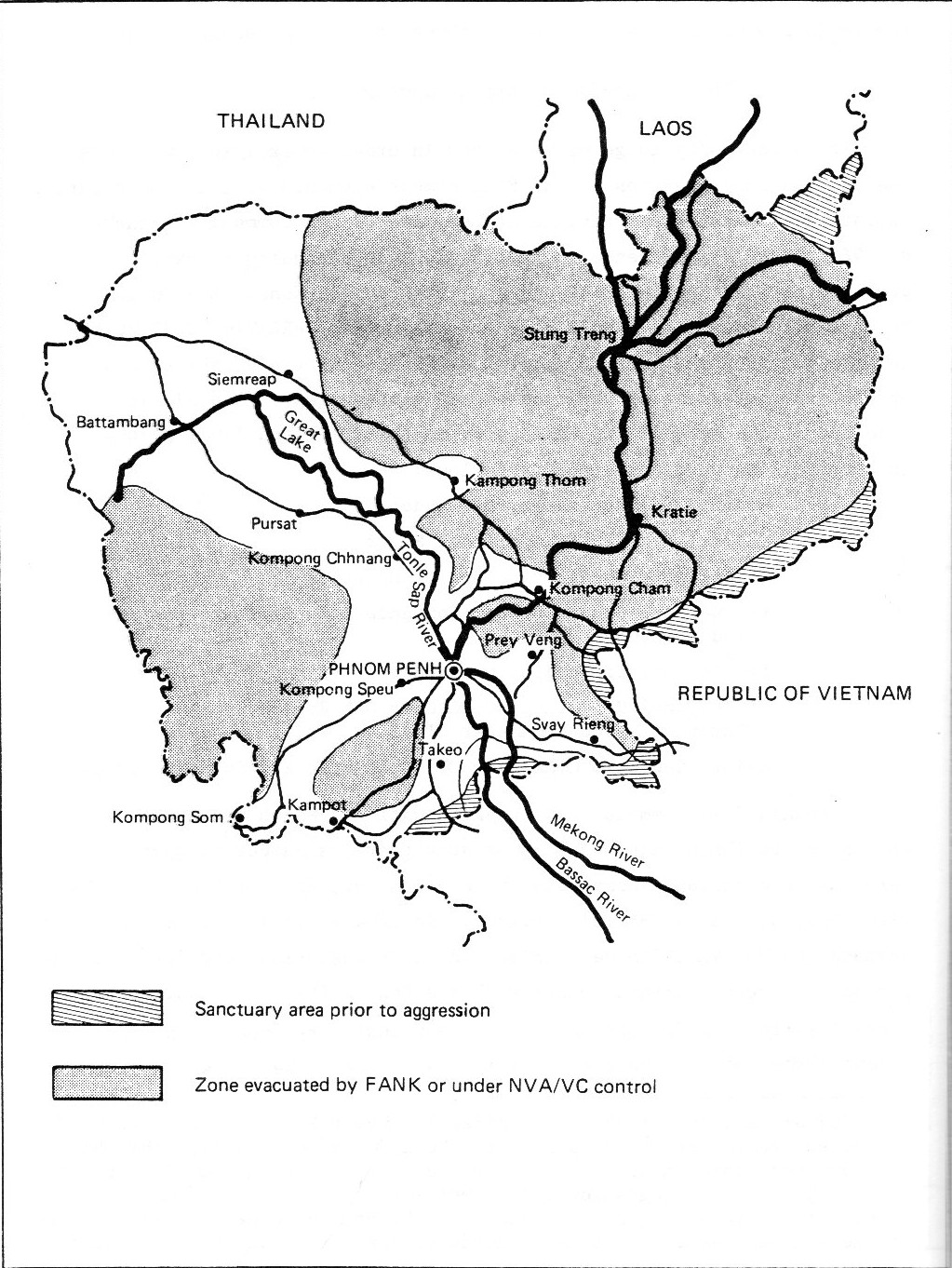
المناطق التي تسيطر عليها الحكومة في أغسطس 1970.

مع سقوط سيهانوك، أصبحت هانوي قلقة من احتمال قيام نظام مؤيد للغرب قد يسمح للأميركيين بإنشاء وجود عسكري للمعسكر الغربي. حاولت فيتنام الشمالية منع هذا الحادث، فبدأت بنقل المنشآت العسكرية بعيدا عن المناطق الحدودية إلى مواقع أعمق داخل المناطق الكمبودية المحتلة. وأمرت بتأسيس مركز جديد في مدينة كراتيي. كان للرئيس نيكسون رأي في ذلك، حيث قال: «نحن بحاجة إلى خطوة جريئة في كمبوديا لتبيين أننا نقف مع لون نول... شيء رمزي... أخد النظام الكمبودي الشجاع في مساندة السياسة الغربية المؤيدة للولايات المتحدة الأمريكية لذلك نحن نقف معه».

### شينلا 2
في 21 يناير 1971، قامت قوة تتألف من 100 جندي من جيش شمال فيتنام الشعبي والفيت كونج بالهجوم على المطار الرئيسي والقواعد العسكرية الجمهورية، وتسببوا في دمار كبير جدا حيث تدمرت نصف القدرة الدفاعية للقوات الجوية الخميرية والتي تتألف من طائرات سوفيتية عفى عنها الزمن فحلت الولايات المتحدة هذا المشكل بتقديمها نماذج حديثة من طائراتها. بعد ذلك، أصيب لون نول بجلطة دماغية فنقل لهاواي للعلاج ولم يمضي شهرين حتى عاد إلى كمبوديا سالما.
لم تكن وصلت ليلة 20 أغسطس حتى أطلقت القوات المسلحة الوطنية الخميرية عملية شينلا 2، وهو أول هجوم لها في هذا العام. الهدف من الحملة هو قطع الطريق رقم 6 لقوات العدو (الخمير الشيوعيين وفيتنام الشمالية) ومن ثم إعادة فتح الاتصالات مع كومبونغ توم، ثاني أكبر مدن الجمهورية، التي كانت معزولة عن العاصمة منذ أكثر من عام. كانت العملية في البداية ناجحة، وشعر سكانها بالارتياح ثم بدأ جيش شمال فيتنام الشعبي والخمير الحمر بإطلاق هجوم مضاد بين نوفمبر تشرين الثاني وديسمبر كانون الأول وتمكنوا من إبادة القوات الحكومية في هذه العملية. لم تكن هناك أعداد دقيقة للخسائر، غير أن هناك تقديرات تقول أن هناك عشر كتائب من الموظفين والمعدات فقدت بالإضافة إلى ضياع معدات عشر كتائب أخرى". في الأخير، أدت الإستراتيجية غير المحكمة إلى فشل شينلا 2 وسقط زمام المبادرة تماما في أيدي جيش شمال فيتنام الشعبي والخمير الحمر.

## نهاية جمهورية الخمير (1972–1975)

### الكفاح من أجل البقاء
من 1972 إلى 1974، دارت رحى الحرب على طول خطوط الاتصالات الخاصة بالقوات المسلحة الوطنية الخميرية في شمال وجنوب العاصمة. أطلقت هجمات محدودة للحفاظ على الاتصال مع مناطق زراعة الأرز في الشمال الغربي وعلى طول نهر ميكونغ والطريق 5، وخطوط الاتصالات البرية الجمهورية إلى جنوب فيتنام. طبقت إستراتيجية للخمير الحمر تدريجيا على خطوط الاتصال للضغط على بنوم بنه التي لا تزال تسيطر عليها الحكومة. نتيجة ذلك، أصبحت القوات المسلحة الوطنية الخميرية مجزأة، معزولة، وغير قادرة على إقراض بعضها البعض الدعم المتبادل.
جاءت المساعدة الرئيسية للولايات المتحدة للقوات المسلحة الوطنية الخميرية ظاهرة في أطنان المتفجرات والتدريبات التكتيكية والطائرات الخاصة بقواتها الجوية. أطلق الرئيس نيكسون توغلا في عام 1970، بمشاركة الجيش الأمريكي والقوات الفيتنامية الجنوبية مع دعم جوي من عملية صفقة الحرية. عندما انسحبت تلك القوات، فقد استمرت العمليات الجوية، واعترضت ظاهريا هذه الغارات الجوية تحركات قوات جيش شمال فيتنام الشعبي والفيت كونغ والدعم اللوجستي لها. في الواقع وهذا الأمر غير معروف للكونجرس الأمريكي والعامة، فقد تم استخدام الدعم الجوي التكتيكي لدعم القوات المسلحة الوطنية الخميرية. قال ضابط عسكري في بنوم بنه أن هناك أماكن حول نهر ميكونغ مليئة بالقنابل شديدة الانفجار من نوع بي-52، مما سبب إصابات للمدنيين وللعسكريين.

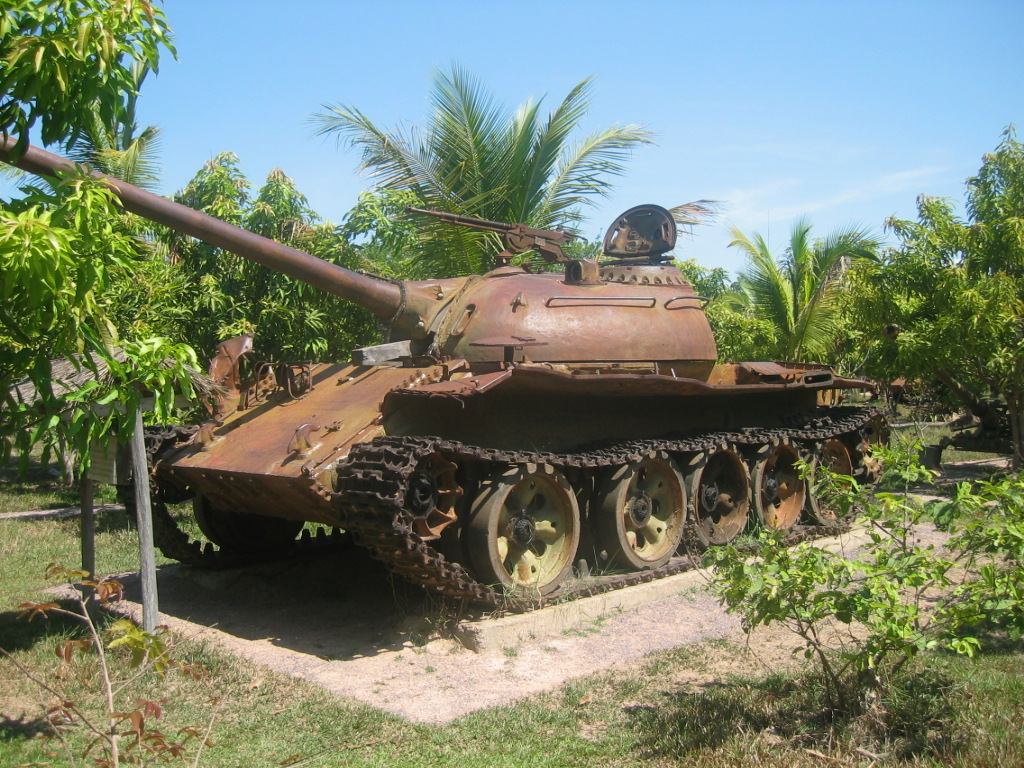
نصب تذكاري في كمبوديا: دبابة من نوع تي-55 من صنع سوفيتي.

في 10 مارس 1972، تمت إعادة تسمية الجمعية الوطنية بالجمعية التأسيسية وتمت الموافقة على الدستور المعدل، وأعلن لون نول أنه كانت هناك مداولات معلقة. اضطر سيهانوك إلى التنازل عن كل صلاحياته. في الذكرى الثانية للانقلاب، تخلى لون نول عن سلطته كرئيس الدولة، لكن احتفظ بمنصب رئيس الوزراء ووزير الدفاع.
وفي 4 يونيو، انتخب لون نول أول رئيس لجمهورية الخمير عن طريق تزوير الانتخابات. حسب الدستور الجديد (صودق عليه في 30 أبريل)، تم تشكيل الأحزاب السياسية في الدولة الجديدة، لكنها أصبحت منبع الطائفية السياسية بسرعة. ذكر الجنرال سوتساخان: «بذور الديمقراطية، التي ألقيت في الرياح مع مثل هذا النوع من حسن النية من قبل قادة الخمير، عادت جمهورية الخمير لحصدها ولحصد الفقراء».
في يناير 1973، كان هناك أمل جديد عندما تم التوقيع على اتفاق باريس للسلام، وقد أنهى هذا الأخير الصراع في الوقت الحالي في لاوس وجزئيا في فيتنام، وفي 29 يناير، أعلن لون نول وقف إطلاق النار من جانب واحد في جميع أنحاء البلاد. توقفت جميع عمليات القصف الأمريكية على أمل تأمين فرصة لإحلال السلام، تجاهل الخمير الحمر ببساطة الإعلان وأكملوا القتال. في مارس، تلقت القوات الحكومية خسائر فادحة وفر العديد. أجبر هذا لون نول إلى إعلان التجنيد الإجباري، وفي أبريل، نفذت قوات المتمردين هجوما في ضواحي العاصمة. ردت القوات الجوية الأمريكية من خلال إطلاق عمليات تفجيرات مكثفة أجبرت الشيوعيين مرة أخرى إلى التراجع إلى الريف بعد أن أهلكوا بسبب الضربات الجوية. سقط في بنوم بنه عام 1973 ما يقارب 16.000 مقاتل وحوصر 25.000 آخرين من مقاتلي الخمير الحمر في المدينة.
في اليوم الأخير من عملية صفقة الحرية (15 أغسطس 1973)، أسقطت 250.000 طن من القنابل على جمهورية الخمير، تم إلقاء 82.000 طن منها في آخر 45 يوم من العملية. منذ بداية عملية القائمة في عام 1969، أسقطت القوات الجوية الأمريكية 129.539 طن من المتفجرات في كمبوديا.

### اضطرابات الخمير الحمر
في وقت متأخر في 1972–1973، كان يعتقد عادة، على حد سواء داخل وخارج كمبوديا، أن الحرب كانت أساسا عبارة عن نزاع أجنبي على أراضيها ولم يكن هدفها تغيير طبيعة شعب الخمير. في أواخر 1973، كان هناك وعي متزايد بين الحكومة والسكان المتعصبين، أن حجم الخسائر البشرية كان كبيرا، ورفض إكمال محادثات السلام "بدأ يشير إلى أن الخمير الحمر متعصبون وأنهم يمارسون العنف على أي شخص كان يشتبه به أنهم متعاون مع الحكومة.
جعلت تقارير عن سياسات المنظمة الوحشية سكان بنوم بنه يعتقدون أن البلاد على وشك الدخول في موجة عنف كبرى. كانت هناك مزاعم عن الترحيل القسري لكل سكان بعض القرى، الإعدام بإجراءات موجزة، ثم منعت الممارسات الدينية، حيث كان يتم قتل الرهبان أو ترحيلها، وكذلك منعت العادات التقليدية والجنسية الزوجية. كانت الحرب عبارة عن شيء واحد، حيث كان طريقة لاستعراض عضلات الخمير الحمر. ظهرت تقارير فظائع الخمير الحمر على السطح خلال نفس الفترة التي بدأت فيها فيتنام الشمالية بسحب قواتها من الأراضي الكمبودية. لم يكن هذا من قبيل الصدفة. سمح تمركز أغلب المجهود الحربي لجيش شمال فيتنام الشعبي في جنوب فيتنام للخمير الحمر بتطبيق تعاليمهم وسياساتهم دون استشارة فيتنام الشمالية للمرة الأولى.

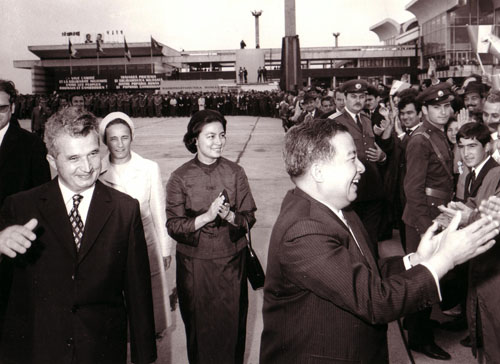
نورودوم سيهانوك يزور رومانيا الشيوعية في 1972.

كانت قيادة الخمير الحمر غير معروفة تماما للجمهور. سابقا، كان وجود الحزب الشيوعي مخفيا حيث اعتبر أحد مكونات الحكومة الملكية للاتحاد الوطني لكمبوتشيا. كان يشار إلى «المناطق المحررة» ببساطة باسم «أنجكا» أو المنظمة. خلال 1973، أصبح الحزب الشيوعي على حافة الانهيار بعد سيطرة الأعضاء المتطرفين عليه، وقال بول بوت وابنه سين، أنهما يعتقدا أنه «كان يجب على كمبوديا تنفيذ ثورة اجتماعية شاملة وأن كل ما مر كان لعنة ويجب أن يتم إزالتها.»
كانت تكبر العداوة بين الخمير الحمر وحلفائهم الفيتناميين الشماليين لكن تم إخفاؤها خوفا من البحث في هذا الأمر. لم تتمكن قيادة الحزب الراديكالية من الهروب من الشكوك التي تتمحور حول محاولة هانوي بناء اتحاد هندوصيني مع فيتنام الشمالية. كان الخمير الحمر إيديولوجيا موالين للصين، في حين كانت فيتنام الشمالية أكبر أنصارهم، أما الاتحاد السوفيتي، فكان لا يزال يعترف بحكومة لون نول أنها مشروعة. بعد التوقيع على اتفاقيات باريس للسلام، قطع جيش شمال فيتنام الشعبي إمدادات الأسلحة عن الخمير الحمر، على أمل أن يجبرهم ذلك على وقف إطلاق النار. تحرر الأمريكيون بعد توقيع اتفاقيات باريس للسلام من القيود التي وضعت على حمتلها الجوية على الخمير الحمر، وهذا يعني على هانوي أيضا. خلال هذا العام، أدت هذه الشكوك والمواقف العدائية بين الخمير الحمر وفيتنام الشمالية إلى تنفيذ عملية لتطهير قيادة الحزب. تم تنفيذ حكم الإعدام في غالبية الأعضاء الذين تدربوا على يد هانوي بناء على أوامر من بول بوت.
مع مرور الوقت، قلت حاجة الخمير الحمر لدعم الأمير سيهانوك. أظهرت المنظمة لشعب كمبوديا أن «تحرير» أراضي البلاد غير مؤكد حيث يمكن أن يؤدي دعم سيهانوك إلى تصفيتها. على الرغم من أن الأمير لا يزال يتمتع بحماية الصين، إلا أنه تعرض في مؤتمر للتعريف بالحكومة الملكية للاتحاد الوطني لكمبوتشيا للاستهزاء أمام الملأ من قبل لينغ ساري وكيو سامفان. في يونيو، قال الأمير للصحفية الإيطالية أوريانا فالاتشي أنه عندما «هم [الخمير الحمر] قاموا بإهانتي، فإنهم سوف يبصقون علي».
بحلول نهاية عام 1973، تم إزالة جميع أنصار سيهانوك من كل وزارات الحكومة الملكية للاتحاد الوطني لكمبوتشيا وتم القضاء على جميع أنصار الأمير داخل صفوف المتمردين. بعد وقت قصير من عيد الميلاد، كان يستعد المتمردون للهجوم النهائي، وقد تحدث سيهانوك مع الدبلوماسي الفرنسي إتيان ماناش. وقال إن آماله بإقامة دولة اشتراكية معتدلة أقرب إلى يوغوسلافيا تبددت الآن. وأضاف أن ألبانيا الستالينية نموذج لهذه الأخير.

### سقوط بنوم بنه

الهجوم الأخير ضد العاصمة بنوم بنه في أبريل 1975.

بدأ الهجوم الأخير ضد بنوم بنه في أبريل 1975 بحلول الوقت الذي بدأت فيه قوات الخمير الحمر بمحاصرة العاصمة الكمبودية في 1 يناير 1975. كانت الجمهورية في حالة فوضى عارمة. انهار الاقتصاد، دمرت شبكة النقل وشبكات المياه عفى عليها الزمن. انخفض حصاد الأرز بمقدار الربع، وقل العدد المعروض من أسماك المياه العذبة (المصدر الرئيسي للبروتينات) بشكل كبير. أصبحت تكلفة الطعام 20 مرة أكبر من تكلفته في ما قبل الحرب ولم يصبح لمستويات البطالة حدود بعد الآن. ارتفع عدد سكان بنوم بنه بسبب اللاجئين حيث استقبلت 600.000 شخص بسبب الحرب والفيضانات. أصبح المدنيون بلا حول ولا قوة ولم يكن لهم فرص عمل إلا قليلا عن طريق بيع الغذاء، وتقديم الرعاية الطبية. ازدادت حالتهم (والحكومة) سوءا عندما اكتسبت قوات الخمير الشيوعية تدريجيا السيطرة على ضفاف نهر ميكونغ. في ضفاف النهر، خفضت الألغام وإطلاق النار بشكل مطرد عدد قوافل الإغاثة العابرة للنهر، إمدادات الغذاء، الوقود، والذخيرة إلى من يتضورون جوعا في المدينة، حيث كانت تنقل %90 من إمدادات الجمهورية عن طريق القوافل من فيتنام الجنوبية. بعد النهر، لم يكن هناك أي طريق فعال ومنع أي طريق آخر، وفي أوائل فبراير، بدأت الولايات المتحدة بإنشاء جسر جوي للإمدادات. أصبح هذا على نحو متزايد محفوفا بالمخاطر، ومع ذلك، بسبب الصواريخ الشيوعية ونيران المدفعية التي انهالت باستمرار على المطارات والمدينة، قطع الخمير الحمر الإمدادات عن المدينة إلى أن سقطت في 17 أبريل 1975. قالت تقارير من صحفيين أن قصف الخمير الحمر «دمر العاصمة بشكل كلي تقريبا وشوه الملايين من المدنيين المحاصرين».
بدء يظهر اليئس على وحدات الجنود الجمهوريين ونفذت للعديد منهم الذخيرة. وفي الأسبوع الأخير من مارس 1975، حاصر ما يقارب 40.000 مقاتل من القوات الشيوعية المدينة بالكامل واستسلم العديد من جنود جمهورية الخمير.
استقال لون نول وغادر البلاد في 1 أبريل، على أمل تسوية عن طريق التفاوض قد تكون إذا لم تحل القضية سياسيا. أصبح سوكام كوي رئيسا بالوكالة من الحكومة وحكم أقل من أسبوعين. باءت جهود الولايات المتحدة لترتيب اتفاق سلام ينطوي على عودة سيهانوك بالفشل. عندما صوت الكونغرس في الولايات المتحدة على استئناف الدعم الجوي الأمريكي للحكومة لتنقذ نفسها، فشلت هذه الأخيرة فشلا ذريعا، وقال الجنرال ساك سوتساكان (رئيس أركان القوات المسلحة الوطنية الخميرية في ذلك الوقت): «كانت صورة جمهورية الخمير التي جاءت إلى الذهن في ذلك الوقت هي عبارة رجل مريض نجا فقط عن طريق بيع الدواء وهو يحتاج له، ومع ذلك، فإن الوضع أسوء».

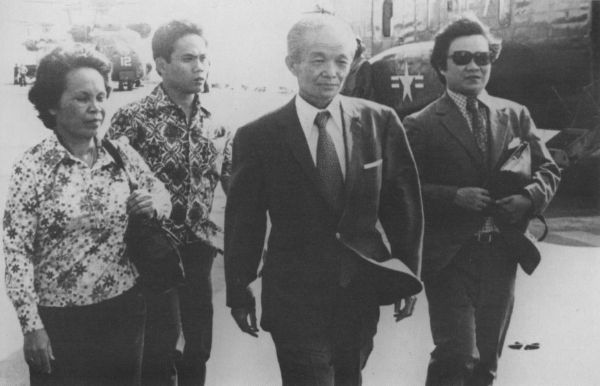
سوكام كوي، خليفة لون نول، يصل إلى كمبوديا على متن سفينة يو إس إس أوكيناوا في 12 أبريل 1975.

خلف سوخام كوي لون نول في رئاسة جمهورية الخمير ووصل على متن سفينة يو إس إس أوكيناوا في 12 أبريل 1975 بعد أن تم إجلائه سابقا من بنوم بنه. وفي نفس اليوم، أخلت الولايات المتحدة سفارتها وأجلت الموظفين عن طريق طائرات هليكوبتر خلال عملية سحب النسر. تم إجلاء 276 شخص أمريكي من كمبوديا من بينهم السفير جون غونتر، وموظفين دبلوماسيين أمريكيين آخرين. تم أسر الرئيس بالنيابة سوكام كوي، كبير المسؤولين الحكوميين في جمهورية الخمير وأعضاء بعثات وسائل الإعلام. على الرغم من دعوة السفير إلى إخلاء كمبوديا من كل الأمريكيين، وقعت مفاجأة لهم، حيث رفض الأمير سيسواث سيريك ماتاك ولون نول وأخوه لون نون ومعظم أعضاء مجلس الوزراء الذي يرأسه لون نول الأمر.
بعد رحيل الأمريكيين (وسوكام كوي)، تولت لجنة عليا من سبعة أعضاء، تحت قيادة الجنرال ساك سوتساكان، السلطة حتى انهيار الجمهورية. في 15 أبريل، اخترقت آخر دفاعات المدينة من قبل الشيوعيين. في ساعات الصباح الباكر من يوم 17 أبريل، قررت اللجنة الحكومية نقل مقر الحكومة إلى مقاطعة أودار مينشاي في الشمال الغربي. حوالي الساعة 10:00 صباحا، بث الراديو رسالة لجنرال القوات المسلحة الوطنية الخميرية مي سي تشان، يأمر فيها كل الجنود بوقف إطلاق النار، طالما «المفاوضات في تقدم» لاستسلام بنوم بنه. دخلت القوات الشيوعية بنوم بنه وانتهت الحرب الرهيبة وتحققت أحلام الخمير الحمر وأثمرت عن إنشاء كمبوتشيا الديمقراطية. أسر لونغ بوريت وقطع رأسه، وواجه سيريك ماتاك ومسؤولين كبار آخرين نفس المصير. أسر مسؤولو القوات المسلحة الوطنية الخميرية وأخدوا إلى فندق مونورام لكتابة سيرهم الذاتية وأخدوا فيما بعد إلى الملعب الأولمبي حيث أعدموا. بدأت قوات الخمير الحمر على الفور بإفراغ العاصمة قسرا بعد أن سيطروا عليها وأخدوا السكان إلى الريف وقتلوا مئات الآلاف في عملية منظمة.